# Carl Ferdinand Cori
Carl Ferdinand Cori (Prag, 5. prosinca 1896. – Cambridge, Massachusetts, 20. listopada 1984.), češki biokemičar i farmakolog. Rođen je u Pragu, tada teritoriju Austrougarske Monarhije. Zajedno sa svojom suprugom Gerty Cori i argentinskim fiziologom Bernardom Houssayjem, dobio je Nobelovu nagradu 1947. godine za otkriće procesa razgradnje i ponovne sinteze glikogena i njegove uloge kao izvora i skladištenja energije. Godine 2004. oboje su uvršteni u popis programa National Historic Chemical Landmarks kao priznanje njihovom istraživanju u spoznaji metabolizma ugljenikohidrata.

## Rani život i obrazovanje
Carl je sin Carla Isidora Corija (1865. – 1954.), zoologa i Marie rođ. Lippich (1870. – 1922.). Odrastao je u Trstu, gdje je njegov otac radio kao ravnatelj pomorske biološke stanice. U kasnoj 1914. obitelj Cori seli se u Prag i Carl se upisuje na medicinski fakultet Karlovog sveučilišta u Pragu. Za vrijeme studija upoznaje Gerty Theresu Radnitz. Služio je i u Austrougarskoj vojsci u skijaškim odredima, ali kasnije je prebačen u sanitet gdje je osnovao i laboratorij u Trstu. Krajem rata Carl završava studije i diplomira medicinu zajedno s Gerty 1920. godine. Carl i Gerty vjenčaju se iste godine i rade zajedno u klinici u Beču.

## Karijera
Carl je pozvan u Graz kako bi radio s Ottom Loewijem na izučavanju učinaka vagusnog živca na rad srca (Loewi će za ovaj rad dobiti Nobelovu nagradu za fiziologiju i medicinu 1936.). Dok je Carl radio u Grazu, Gerty je ostala u Beču. Godinu dana kasnije Carlu je ponuđeno mjesto na Državnom institutu studije malignih bolesti (danas Roswell Park Cancer Institute) u Buffalu, te cijela obitelj Corijevih seli u Buffalo. Godine 1928. postaju državljani Sjedinjenih Američkih Država.
U Institutu u Buffalu, istraživanja Corijevih usredotočila su se na metabolizam ugljikohidrata što je rezultiralo konačnim otkrivanjem Corijevog ciklusa 1929. Godine 1931. Carl prihvaća mjesto na medicinskom fakultetu Sveučilišta Washington u St. Louisu. Započinje kao profesor farmakologije, a 1942. postaje profesorom biokemije. U St. Louisu Corijevi nastavljaju sa svojim istraživanjima na glikogenu i glukozi i opisuju proces glikogenolize, te identificiraju i sintetiziraju važan enzim glikogen fosforilazu. Za svoja istraživanja dobivaju Nobelovu nagradu za fiziologiju i medicinu 1947. godine.
Gerty umire 1957. a Carl se ponovo vjenča s Anne Fitz-Gerald Jones 1960. Ostaje na Sveučilištu Washington do 1966., kad se povlači s katedre u institutu za biokemiju. Postavljen je za gostujućeg profesora biološke kemije na Sveučilištu Harward, ali je zadržao laboratorij u Massachusetts General Hospitalu gdje je nastavio svoja istraživanja na području genetike. Od 1968. do 1983. surađivao je s poznatom genetičarkom Salomé Glüecksohn-Waelsch iz Albert Einstein College of Medicine u New Yorku do 1980-ih kad ga je bolest spriječila u daljem radu. Godine 1976. Carl je nagrađen s laurea honoris causa u medicini na Sveučilištu u u Trstu.
Carl dijeli zvijezdu s Gerty na St. Louis Walk of Fame.

## Nagrade i priznanja
Osim što je osvojio Nobelovu nagradu, Cori je 1946. osvojio Nagradu Alberta Laskera za temeljna medicinska istraživanja, a 1959. Austrijski znak časti za znanost i umjetnost. Godine 1950. izabran je za stranog člana Kraljevskog društva (ForMemRS), a u njegovu čast nazvana je dotirana profesura Carla Corija na Sveučilištu Washington, koju trenutno drži Colin Nichols.

## Vanjske poveznice
- (engl.)Nobelova nagrada životopis